# Зискинд, Марсель
Марсель Зискинд (дат. Marcel Zyskind; род. 28 октября 1979, Дания) — датский кинооператор.

## Биография
Родился в Дании. Карьеру начинал с работы в рекламных роликах и музыкальных клипах. В период с 1995 по 2000 работал в качестве помощника оператора в датских сериалах и телефильмах. Был добавочным оператором в фильме 2000 года «Танцующая в темноте» режиссёра Ларса фон Триера. В 2002 году выступил в качестве помощника оператора в фильме «Круглосуточные тусовщики» Майкла Уинтерботтома, и оператора «Стэдикам» в фильме «28 дней спустя» Дэнни Бойла. Также в этот год состоялся его дебют в качестве основного оператора в фильме «В этом мире». Регулярно сотрудничает с английским режиссёром Майклом Уинтерботтомом.

## Фильмография

### Оператор
- 2002 — В этом мире / In This World (реж. Майкл Уинтерботтом)
- 2003 — Код 46 / Code 46 (реж. Майкл Уинтерботтом)
- 2004 — 9 песен / 9 songs (реж. Майкл Уинтерботтом)
- 2004 — Крутой парень / Bullet Boy (реж. Сол Дибб)
- 2005 — Тристрам Шенди: История петушка и бычка / A Cock and Bull Story (реж. Майкл Уинтерботтом)
- 2006 — Дорога на Гуантанамо / The Road to Guantanamo (реж. Майкл Уинтерботтом)
- 2007 — Её сердце / A Mighty Heart (реж. Майкл Уинтерботтом)
- 2007 — Мистер Одиночество / Mister Lonely (реж. Хармони Корин)
- 2008 — Генуя / Genova (реж. Майкл Уинтерботтом)
- 2009 — Мамонт / Mammoth (реж. Лукас Мудиссон)
- 2010 — Убийца внутри меня / The Killer Inside Me (реж. Майкл Уинтерботтом)
- 2011 — Красавица из трущоб / Trishna (реж. Майкл Уинтерботтом)
- 2011 — Небоскрёб / Skyskraber (реж. Руне Шётт)
- 2012 — Повседневность / Everyday (реж. Майкл Уинтерботтом)
- 2012 — Убийство / Forbrydelsen (первые 2 серии третьего сезона) (реж. Миккель Серуп)
- 2014 — Двуликий Янус / The Two Faces of January (реж. Хуссейн Амини)
- 2015 — Андердог / Sommeren '92 (реж. Каспер Барфоэд)
- 2018 — Стальная страна / Steel Country (реж. Саймон Феллоуз)
- 2020 — Падение / Falling (реж. Вигго Мортенсен)

## Награды и номинации
- Премия Европейской киноакадемии лучшему оператору
  - номинировался в 2003 году за фильм «В этом мире»[2]
  - номинировался в 2004 году вместе с Альвином Кюхлером за фильм «Код 46»[3]
- Лауреат кинофестиваля в Сан-Себастьяне в 2004 году за лучшую операторскую работу в фильме «9 песен»[4]